# Susana Sanz
Susana Sanz (n. San Rafael; 1939) es una abogada, política, feminista y profesora universitaria argentina.

## Biografía
Es hija de Carmen y Juan Sanz, ambos de la localidad de Rabanera del Pinar (España), republicanos que abandonaron su patria debido a la Guerra civil española.
A principios de los años sesenta vivió y estudió Derecho en La Plata. Allí se casó con un estudiante de ingeniería civil mendocino de apellido Llorente, con quien tuvo a su hija Bernarda Llorente.
Entre 1970 y 1973, Susana Sanz se asoció en Mendoza con el comunista Guillermo Bernardo Romano, que había participado en el Cordobazo contra la dictadura de Onganía. Trabajaron juntos como abogados de la CGT (Confederación General del Trabajo) con los doctores Simón y Héctor Chaves (actual querellante en la causa Tripiana), y comenzaron a defender los derechos de los trabajadores y a militar en la Juventud Peronista. En esos años se estaban construyendo los diques de Agua del Toro y Valle Grande, donde no se cumplían con leyes laborales en vigencia, a los trabajadores no se les pagaba el fondo de desempleo y algunos gremios se dejaban sobornar por los empresarios.
Desde 1973 ―recién instalada en San Rafael― fue vecina y amiga de la educadora Ángeles Gutiérrez de Moyano (n. c. 1918 - asesinada en 1977), que poseía la florería Le Petit Garden, en avenida España y San Lorenzo (en San Rafael).
Sanz se vinculó cada vez más con la izquierda peronista, especialmente con Montoneros, y los «muchachos» la consideraban jefa en San Rafael.
Susana Sanz fue una de las dirigentes de la Agrupación Evita (AE), el frente político que Montoneros creó para desarrollar su trabajo político con las mujeres. La agrupación no duró mucho tiempo (desde mediados de 1973 hasta septiembre de 1974), pero su trabajo fue fructífero.

Hay un testimonio que yo tomo del libro La voluntad, de Eduardo Anguita y Martín Caparrós. Susana Sanz contaba que una de las mujeres de la Agrupación Evita de San Rafael le dice: “Compañera Susana, quiero que haga algo porque Juan me pega”. Ese Juan era un puntal de la Juventud Peronista. Susana decidió citar al marido golpeador y ponerlo en caja. Le anuncia que la próxima vez se iba a convocar a una reunión de toda la Unidad Básica y se iba a formar un tribunal para enjuiciar su actitud. Ahí se ve cómo a través de la conversación ―que entre las mujeres es un instrumento político fundamental― una mujer pudo decir que su marido le pegaba. Algo que se naturalizaba, pero que no es natural. Para Susana, esa «cuestión personal» formaba parte de la política y era la condición que la habilitaba para intervenir y meterse en la casa de Juan y de su esposa. Digo, ese despertar fue todo un aprendizaje de todas ellas, como dirigentes y como militantes. Por eso creo que hay algo poderoso que sucede cuando las mujeres se encuentran y pueden hablar. Esa conversación femenina fue y es políticamente poderosa.
Karin Grammático

El 16 de noviembre de 1975 iba a participar como secretaria general en el Primer Congreso del Partido Peronista Auténtico, pero un atentado con dinamita dejó en ruinas la sede del Centro de Industriales Panaderos ―en el barrio obrero de Talleres―. Finalmente el congreso se realizó en la Asociación de Residentes Checoslovacos.
Sanz realizó una encendida defensa de la participación de las mujeres, cuestionando duramente a la presidenta de la República, Isabel Martínez de Perón, por haber vetado un proyecto de equiparación de la mujer con el hombre en cuanto a los derechos de la patria potestad.
Susana Sanz de Llorente, José Guillermo Berón y un muchacho de apellido Villarreal se dedicaban a hacer pintadas y pegar carteles con símbolos del ERP (Ejército Revolucionario del Pueblo), acciones que la dictadura interpretaba como actividades subversivas.
El sanjuanino Raúl Pedro Rossini, responsable montonero de Mendoza, le salvó la vida a Susana Sanz:

«Vos rajate. En serio te lo digo. Esto no da para más. No te dejes utilizar, preservate para más adelante. Yo me tengo que quedar. Los voy a esperar para pedirles cuentas cuando regresen». Rossini no pudo esperarlos. Se lo chupó (secuestró) un grupo de tareas el 28 de enero de 1977. Y además nadie volvió para rendir cuentas. Si bien Rossini aparece en varias listas de desaparecidos como secuestrado en la ESMA, existen testimonios de sobrevivientes que lo vieron en el centro clandestino de Campo de Mayo.
Eduardo Anguita y Martín Caparrós: La voluntad (III), página 270

En un restaurante de Belgrano, mientras un miembro del Servicio Internacional le daba cuenta, entusiasmado, del apoyo político que Montoneros recibía en el exterior, Pedro rompió en llanto: «Cómo nos quiere el mundo... y acá me matan a mis muchachos en las esquinas. Todos los días matan a diez. Están cayendo todos. No tengo dónde guardarlos, y cuando me piden guita para casas les tengo que decir que no, que tienen que recostarse en el pueblo».
Marcelo Larraquy y Roberto Caballero: Galimberti, de Perón a Susana. De Montoneros a la CIA. Biografía no autorizada, página 278

En los años setenta, Rodolfo Pelloni tenía una empresa constructora. Mientras hacía viviendas en Monte Comán, el comisario y torturador Raúl Alberto Ruiz Soppe le pidió que hiciera una comisaría en el camino La Horqueta (la ruta hacia la provincia de San Luis). Pelloni la hizo y se la donó a la Policía. El ingeniero a cargo de esa obra era Llorente, el esposo de Susana Sanz.
Un familiar de Susana Sanz, Armando Dauverné, actualmente director del hospital de San Rafael, declaró en los juicios que se llevaron a cabo en 2010 contra varios terroristas de Estado:

El mayor Luis Faustino Suárez me dijo: «Si no me decís dónde está Susana Sanz de Llorente, a tu hermana la vamos a violar, y a tu viejo y a tu cuñado los vamos a liquidar». Al otro día el militar me tomó del hombro y me llevó a caminar por el patio interior del municipio diciéndome: «Pibe, colaborá, así no te molestamos más».

Susana Sanz por esos días era intensamente buscada por las fuerzas combinadas del Ejército y la policía, por ser una de las más conspicuas dirigentes de la Juventud Peronista y con contactos a nivel nacional de la organización. Pocos días después del golpe de Estado, en San Rafael los militares realizaron una intensa pegatina de afiches en lugares públicos ―como en la terminal de ómnibus, la estación ferroviaria y el centro de la ciudad―, donde aparecía una fotografía de Sanz al lado de las imágenes de Norma Arrostito, Mario Firmenich, Fernando Vaca Narvaja y otros dirigentes de la Tendencia Juvenil del peronismo a nivel nacional.

Todavía recuerdo cómo yo trasladé materiales debajo de mi panza con ocho meses de embarazo. Al mes del parto, yo estaba militando de nuevo.
Susana Sanz

La organización sostenía que ante la baja de unos de nosotros, el hijo debía ser criado por otro compañero. Eso tenía un fin predeterminado. Ese chico debía crecer en la moral revolucionaria, con la moral revolucionaria de una familia revolucionaria. Eso era lo que pensábamos nosotros, la organización.
A los hijos de los compañeros los sentíamos como hijos propios, era una gran responsabilidad colectiva… Pero visto desde hoy los chicos corrían muchos riesgos.
Susana Sanz

En 1976, la abogada fue víctima de atentados con bomba en su domicilio y perseguida por los militares por su presunta vinculación con la organización Montoneros. A tal punto fue encarnizada la búsqueda, que familiares suyos como los Dauverné, sufrieron detenciones y torturas para obtener el paradero de Sanz.
Salvó su vida escapando a España.
Después vivió en la Ciudad de México, con su hija.
Después del final de la dictadura de Videla, Susana Sanz regresó con su hija Bernarda a Argentina. Bernarda estudió la carrera de Ciencias Políticas en la Universidad de Buenos Aires.
En 1998, Susana Sanz trabajó en el Consejo Nacional de la Mujer, donde realizó acciones en materia de violencia de género. En mayo de 1999 colaboró en la Campaña Interagencial contra la Violencia hacia las Mujeres y las Niñas.
Durante el gobierno de Néstor Kirchner, fue nombrada directora nacional de asistencia técnica del Consejo Nacional de la Mujer.
En 2010 era coordinadora de la Comisión Asesora para la Reglamentación de la Ley 26.485 (responsable del seguimiento del cumplimiento de la Ley de Cupo), dentro del mismo Consejo de la Mujer.
Es profesora universitaria en el Centro Internacional de Estudios Políticos de la Universidad de San Martín.
Su hija, Bernarda Llorente (que nació en La Plata y pasó su infancia en San Rafael), es esposa de Jorge Taiana ―exmilitante montonero en los años setenta, y actual Ministro de Defensa de la Argentina―, y fue la subdirectora artística del canal Telefé (Buenos Aires), durante la gestión de Claudio Villaruel.
El 25 de noviembre de 2008 ambos recibieron en Nueva York un premio Emmy por la serie Televisión por la identidad. En 2020 se convirtió en la primera mujer desempeñando la dirección de la Agencia de Noticias Télam.